# Kořen (mluvnice)
Kořen v lingvistice označuje jednotlivý morfém slova, který nese základní význam. Nelze ho dále členit na menší významové jednotky.
Přidáváním předpon a přípon a spojováním s jinými kořeny se vytvářejí nová slova a modifikuje původní význam. Z jednoho nebo více kořenů, případně i z jedné nebo více předpon a přípon, se skládá kmen slova.
Ve flektivních jazycích se při skloňování a časování přidávají různé koncovky, které slouží k vyjádření mluvnických kategorií, ale nemění význam slova. V některých jazycích se přitom může měnit i tvar samotného kmene i kořene.
V semitských jazycích se vyskytuje souhláskový kořen tvořený nejčastěji třemi souhláskami. Různá slova se odvozují nejen předponami a příponami, ale také různou vokalizací, tedy doplňováním různých samohlásek.

## Příklad
Například ve slově vykřikovat je předpona vy-, kořen -křik-, přípona -ovat" (infinitiv nemá koncovku)